# Queen + Adam Lambert 2014 North American Tour
Queen + Adam Lambert North American Tour – druga trasa koncertowa Queen + Adam Lambert, która odbyła się w 2014 r. Obejmowała 25 koncertów w Ameryce Północnej, 4 w Azji i 8 w Oceanii, gdzie grupa zagrała po raz pierwszy od 1985 r.

## Typowa setlista
1. „Procession”
2. „Now I’m Here”
3. „Stone Cold Crazy”
4. „In the Lap of the Gods”
5. „Seven Seas of Rhye”
6. „Killer Queen”
7. „Somebody to Love (piosenka Queen)
8. „I Want It All”
9. „Love of My Life”
10. „’39”
11. „These Are the Days of Our Lives”
12. „Under Pressure”
13. „Love Kills”
14. „Who Wants to Live Forever”
15. Guitar Solo
16. „Tie Your Mother Down”
17. „Radio Ga Ga”
18. „Don’t Stop Me Now”
19. „Crazy Little Thing Called Love”
20. „The Show Must Go On”
21. „Bohemian Rhapsody”

Pozostałe utwory grane nieregularnie:
1. „Dragon Attack” (Toronto, Atlantic City i Melbourne)
2. „Don’t Stop Me Now” (Chicago, Winnipeg, Saskatoon, Edmonton i Calgary)
3. „I Was Born to Love You” (Seul i Osaka)
4. Vocal Solo (Seul i Australia)
5. „Teo Torriatte” (Osaka)
6. Solo perkusyjne ze „Small” (Seul)
7. „I Want to Break Free” (Australia)
8. „A Kind of Magic” (Australia)
9. Bass Solo (Australia)
10. Drum Battle (Australia)
11. „Waltzing Matilda” (Brisbane)
12. „Don’t Dream It’s Over” (Auckland)

Bisy:
1. „We Will Rock You”
2. „We Are the Champions”
3. „God Save the Queen”

## Lista koncertów
- 16 czerwca 2014 – Los Angeles, Kalifornia, USA – iHeart Radio Theater
- 19 czerwca 2014 – Chicago, Illinois,USA – United Center
- 21 czerwca 2014 – Winnipeg, Manitoba, Kanada – MTS Centre
- 23 czerwca 2014 – Saskatoon, Saskatchewan, Kanada – Credit Union Centre
- 24 czerwca 2014 – Edmonton, Alberta, Kanada – Rexall Place
- 26 czerwca 2014 – Calgary, Alberta, Kanada – Scotiabank Saddledome
- 28 czerwca 2014 – Vancouver, Kolumbia Brytyjska, Kanada – Pepsi Live at Rogers Arena
- 1 lipca 2014 – San Jose, Kalifornia, USA – SAP Center
- 3 lipca 2014 – Los Angeles, Kalifornia, USA – The Forum
- 5 lipca 2014 i 6 lipca 2014 – Las Vegas, Nevada, USA – The Joint
- 9 lipca 2014 – Houston, Teksas, USA – Toyota Center
- 10 lipca 2014 – Dallas, Teksas, USA – American Airlines Center
- 12 lipca 2014 – Detroit, Michigan, USA – The Palace of Auburn Hills
- 13 lipca 2014 – Toronto, Ontario, Kanada – Air Canada Centre
- 14 lipca 2014 – Montreal, Quebec, Kanada – Centre Bell
- 16 lipca 2014 – Filadelfia, Pensylwania, USA – Wells Fargo Center
- 17 lipca 2014 – Nowy Jork, Nowy Jork, USA – Madison Square Garden
- 19 lipca 2014 – Uncasville, Connecticut, USA – Mohegan Sun Arena
- 20 lipca 2014 – Waszyngton, USA – Merriweather Post Pavillon
- 22 lipca 2014 – Boston, Massachusetts, USA – TD Garden
- 23 lipca 2014 – East Rutherford, New Jersey, USA – Izod Center
- 25 lipca 2014 – Uncasville, Connecticut, USA – Mohegan Sun Arena
- 26 lipca 2014 – Atlantic City, New Jersey, USA – Boardwalk Hall
- 28 lipca 2014 – Toronto, Ontario, Kanada – Air Canada Centre
- 14 sierpnia 2014 i 15 sierpnia 2014 – Seul, Korea Południowa – Super SONIC 2014
- 16 sierpnia 2014 i 17 sierpnia 2014 – Tokio, Japonia – Summer Sonic 2014
- 22 sierpnia 2014 – Perth, Australia – Perth Arena
- 26 sierpnia 2014 – Sydney, Australia – Allphones Arena
- 29 sierpnia 2014 i 30 sierpnia 2014 – Melbourne, Australia – Rod Laver Arena
- 1 września 2014 – Brisbane, Australia – Brisbane Entertainment Centre
- 3 września 2014 – Auckland, Nowa Zelandia – Vector Arena
- 4 września 2014 – Auckland, Nowa Zelandia – Vector Arena